# Gruszczyce (gmina)
Gruszczyce – dawna gmina wiejska istniejąca do 1954 roku oraz w latach 1973–1976 w woj. łódzkim, a następnie w woj. sieradzkim (dzisiejsze woj. łódzkie). Siedzibą gminy był Wojków (za II RP), a następnie Gruszczyce.

## Historia
Według Skorowidza Królestwa Polskiego wydanego w 1877 roku w skład gminy wchodziły miejscowości:
Brudzew, Checwoda, Chudoba, Cienia wielka, Cienia mała, Dębieniec wieś i pustkowie, Dworek, Dzikie, Gaj, Gąsiorowizna, Gruszczyce, Grzymaczew folwark A B C, Janowice, Jasionna, Józefów kolonia, Kąśnia kolonia i pustkowie, Kije pustkowie, 
Kopacz folwark, Kurek osada, Leszczyzna pustkowie, Łapigrosz kolonia, Łubna jarosłaj, Łubna jakussy, Marjanów folwark, Mierzana pustkowie, Migacz osada, Mizgała pustkowie, Niedoń, Niwa pustkowie, Nowoleśne folwark, Pluskota pustkowie, Pogoń osada, Pomykacz, Poręby osada, Równa, Rubice, Sarny, Stawki pustkowie, Sudoły jakusy, Sudoły jarosłaj folwark, Topielec osada, Wiercin, Wiśnieszczyzna pustkowie, Włacin, Włocin, Wojcice i Wojków.
W okresie międzywojennym gmina Gruszczyce należała do powiatu sieradzkiego w woj. łódzkim. Po wojnie gmina zachowała przynależność administracyjną. Według stanu z 1 lipca 1952 roku gmina składała się z 16 gromad: Brudzew, Cienia Wielka, Gruszczyce, Grzymaczew, Jasionna, Kije-Pęczek, Łubna-Jakusy, Łubna-Jarosłaj, Niedoń, Równa, Sarny, Sudoły, Włocin, Włocin kol., Wojków i Wrząca Sieradzka. Jednostka została zniesiona 29 września 1954 roku wraz z reformą wprowadzającą gromady w miejsce gmin.
Wraz z kolejną reformą administracyjną gminę Gruszczyce reaktywowano w dniu 1 stycznia 1973 roku w tymże powiecie i województwie. 1 czerwca 1975 gmina znalazła się w nowo utworzonym woj. sieradzkim. 1 stycznia 1977 roku gmina została zniesiona przez połączenie z dotychczasową gminą Błaszki w nową gminę Błaszki.